# Калфа (Молдова)
Калфа (рум. Calfa) — село в Аненій-Нойському районі Молдови. Адміністративний центр однойменної комуни, до складу якої також входить село Калфа-Ноуе.

## Населення
За даними перепису населення 2004 року у селі проживали 1600 осіб.
Національний склад населення села:
| Національність       | Кількість осіб | Відсоток   |
| -------------------- | -------------- | ---------- |
| молдавани румуни     | 1537 23        | 96,1% 1,4% |
| росіяни              | 23             | 1,4%       |
| українці             | 8              | 0,5%       |
| гагаузи              | 1              | 0,1%       |
| болгари              | 1              | 0,1%       |
| інша / без відповіді | 7              | 0,4%       |
| Всього               | 1600           | 100%       |

## Пам'ятки природи
На південь від залізничного мосту, на правому березі річки Бик розташоване місце викопної фауни.